# تک‌معنا
یک تک‌معنا (به انگلیسی: Sememe) واحد زبانی معنایی اتمیک و غیرقابل تجزیه برای یک مفهوم است. یک تک‌معنا ممکن است به معنی صریح (Denotation) یا معنی ضمنی (Connotation) اشاره کند. یک ریزمعنا (به انگلیسی: Seme) کوچکترین واحد معنایی است که در علم معناشناسی قابل تشخیص است، و به یک ویژگی منفرد از تکمعنا اشاره دارد.
تک‌معنا مشابه تکواژ می‌باشد؛ ولی تکمعنا از نظر معنایی همتای ایده (میم) در فرهنگ، ژن در ژنوم، یا یک اتم در یک ماده است. تعریف عملیاتی «مترادف بودن کلمات» به این تفاوت‌ها بین کلاس‌های تکمعنا وابسته می‌باشد. از تک‌معنا در علم نشانه‌شناسی استفاده می‌شود.

## مثال
- کلمهٔ «سر» به قسمتی از بدن انسان اشاره می‌کند. (Denotational)
- «سر یک کشتی» به قسمت عرشهٔ کشتی اشاره دارد که این کلمه مشابه سر انسان عمل می‌کند (Secondary Denotational)
- «سر یک کشتی» ممکن است به مدیر یا ناخدا یا رهبر یک کشتی اشاره کند؛ که این واژه ار نظر عملکرد یا طبیعت مشابه عملکرد «سر» در بدن انسان است. (Connotational 1)
- بیان کنندهٔ یک هیجان باشد، مثلاً کلمهٔ «عسل» معنی اصلی عسل (محصول زنبور عسل) را ندهد و به معنی شیرین بودن و خوش طبع بودن باشد. (Connotational 2)
- ارزیابی کننده باشد. مثلاً «دزدکی عمل کردن»، معنی دزد را نمی‌دهد بلکه به معنی حرکات آرام و مخفیانه برای یک هدف بد است. (Connotational 3)
- معنایی که تکواژ منتقل می‌کند یک تکمعنا است (مثلاً در زبان انگلیسی تکواژ s-) که برای جمع زدن استفاده می‌شود، یک خصیصهٔ تکمعنا را منتقل می‌کند [plural+]
- فعل‌هایی مثل «رفت» یا «تکان خورد» می‌توانند به صورت تک‌معناهایی برای نمایش مجرد فعل‌هایی مثل «سرخوردن»، «پریدن»، «چرخیدن» یا «رقصیدن» باشند.[۱]